# Mustafapaşa

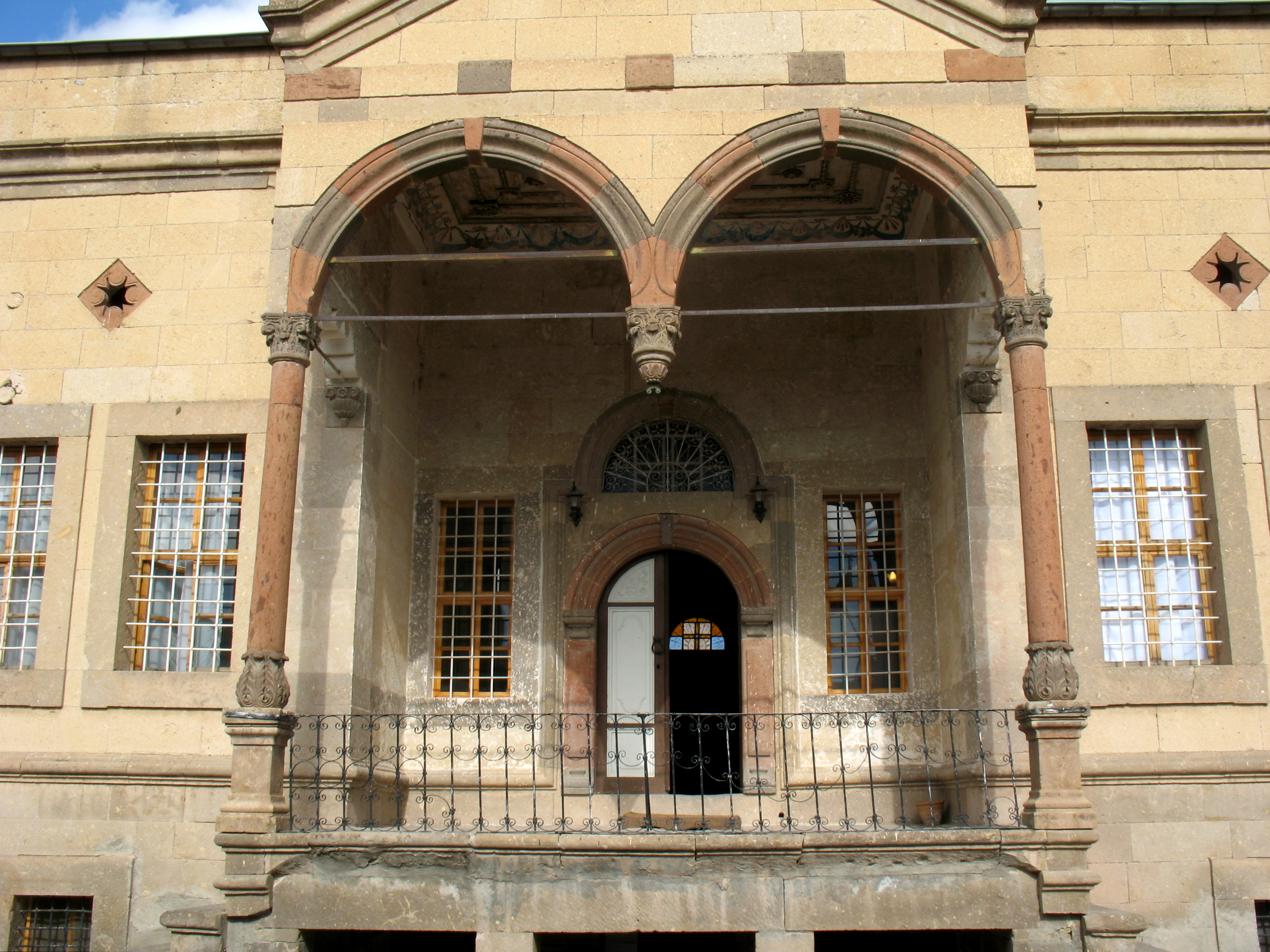
Fachada de casa em Mustafapaşa

Mustafapaşa, antigamente Sinassos (em grego:  Σινασός), é um município da região histórica e turística Capadócia, pertencente ao distrito de Ürgüp, na província de Nevşehir, na região administrativa da Anatólia Central, Turquia. Em 2009 a sua população era de 1 775 habitantes. A vila encontra-se 6 km a sul de Ürgüp, a 9 km em linha reta a sudeste de Göreme e a 16 km em linha reta a sudeste de  Nevşehir.

## História
Como outras localidades da Capadócia, Sinassos, nome ainda usado por muitos locais, era uma localidade onde a maioria da população era grega e vivia principalmente do comércio.
A comunidade grega de Istambul originária de Sinassos prosperou com o comércio caviar entre a Rússia e Europa. Uma corporação de sinasitas, existente no século XVIII, mas possivelmente mais antiga, tinha o monopólio desse comércio. Muitas das mansões ainda existentes em Mustafapaşa foram construídas por esses emigrantes gregos em Istambul que nunca perderam o contacto com a sua terra de origem, a qual dotaram, não só de belas casas, como de igrejas e escolas onde leccionavam professores gregos, na sua maioria vindos de Atenas. No século XIX havia 40 igrejas em Sinassos, então uma cidade muito cosmopolita que alguns apelidavam de "Atenas da Ásia Menor".
Os gregos tiveram que abandonar as suas casas e terras em 1924, aquando da troca de populações entre a Grécia e a Turquia acordada no final da guerra de independência turca. A comunidade sinasita prosperou na Grécia onde retomou as suas atividades comerciais. Ainda hoje é uma comunidade conhecida e respeitada, nomeadamente pela organização de beneficência Νεα Σινασοσ (Nova Sinasos), fundada em 1925, a qual foi condecorada pela Academia de Atenas em 1986 e é membro fundador da Federação de Sociedades de Refugiados da Grécia (Ομοσπονδίας Προσφυγικών Σωματείων Ελλάδος) e da União de Sociedades Gregas da Capadócia (Πανελλήνιας Ένωσης Καππαδοκικών Σωματείων).
Na prefeitura de Eubeia existe uma localidade chamada Nova Sinassos (Νέα Σινασός), fundada por refugiados provenientes da atual Mustafapaşa.

## Locais de maior interesse para o visitante

### Na vila
A vila está classificado como local de interesse histórico e turístico desde 1981, o que coloca sob proteção as 93 casas históricas da vila, a maior parte delas do século XIX e princípio do século XX, muitas pertencentes à comunidade grega.
Entre os locais mais interessantes na vila destaca-se a praça principal. Aí encontra-se o que é atualmente o Sinassos Hotel, instalado numa mansão de 1892 construída por um grego que enriqueceu no comércio de peixe em Istambul. Na mesma praça encontra-se a Şakir Paşa Medrese, uma universidade (madraçal) do período otomano construída no século XIX para educar os filhos das famílias turcas da vila. O edifício, completamente restaurado, está convertido numa fábrica artesanal e loja de tapetes de seda, chamada Kervansaray, onde os visitantes podem observar o trabalho das operárias. Além de outras casas, na praça encontra-se ainda a mesquita Aşağı, antigamente chamada mesquita (camii) Kebir, uma obra de 1600, embora o pórtico e o minarete sejam mais recentes. Curiosamente, o minarete mais antigo é de estilo seljúcida, em contraste com o ar mais otomano do minarete mais recente.
Numa outra praça, encontra-se um dos principais monumentos da vila, a igreja de Constantino e Santa Helena, com belos frescos datados de 1895, obra do artista grego, Kostis Meletyades, formado em Veneza. Na mesma praça encontra-se o edifício antigo da biblioteca local e a padaria Taş Fırın, cuja pão é famoso em toda a Capadócia.

### Nas imediações
Nas colinas rochosas em volta da vila encontram-se vários mosteiros, igrejas e capelas bizantinas, muitas delas escavados na rocha. No vale de Gömede, a sul da vila, destaca-se o complexo monástico de Santo Arcangelo, com as igrejas de Santo Estêvão e de São Basílio (Ayios Valisios). A 2 km destas encontra-se a igreja de São Nicolau.
Num outro vale, a norte da vila, encontra-se outra igreja dedicada a São Basílio que tem três andares escavados na rocha e frescos com cenas da Bíblia em relativamente bom estado, embora tenham as faces apagadas. Um pouco mais abaixo, em Üzengı Dere, encontra-se a igreja da Santa Cruz, com uma parte escavada na rocha e outra parte em alvenaria, que tem a particularidade de ter pinturas anteriores ao períodod iconoclasta e outras pinturas do século X, dos quais se destaca uma curiosa imagem da "Segunda vinda de Cristo".
A vila está rodeada de pomares de pereiras, macieiras, damasqueiros e vinhas. As uvas são usadas para a produção de vinho (as duas adegas do município produzem mais de 600 mil litros anualmente) e para fabricar um doce feito à base de sumo de uva fervido (pekmez) — no outono é frequente ver mulheres vestidas com as tradicionais şalvar (camisas largas) preparando o pekmez para consumir no inverno. Acredita-se que a técnica tem milhares de anos, remontando ao tempo dos hititas. As uvas são esmagadas com os pés em tanques pouco profundos de pedra e o sumo recolhido em grandes caldeirões que fervem sobre fogueiras acesas nos quintais.

### Rumo a sul

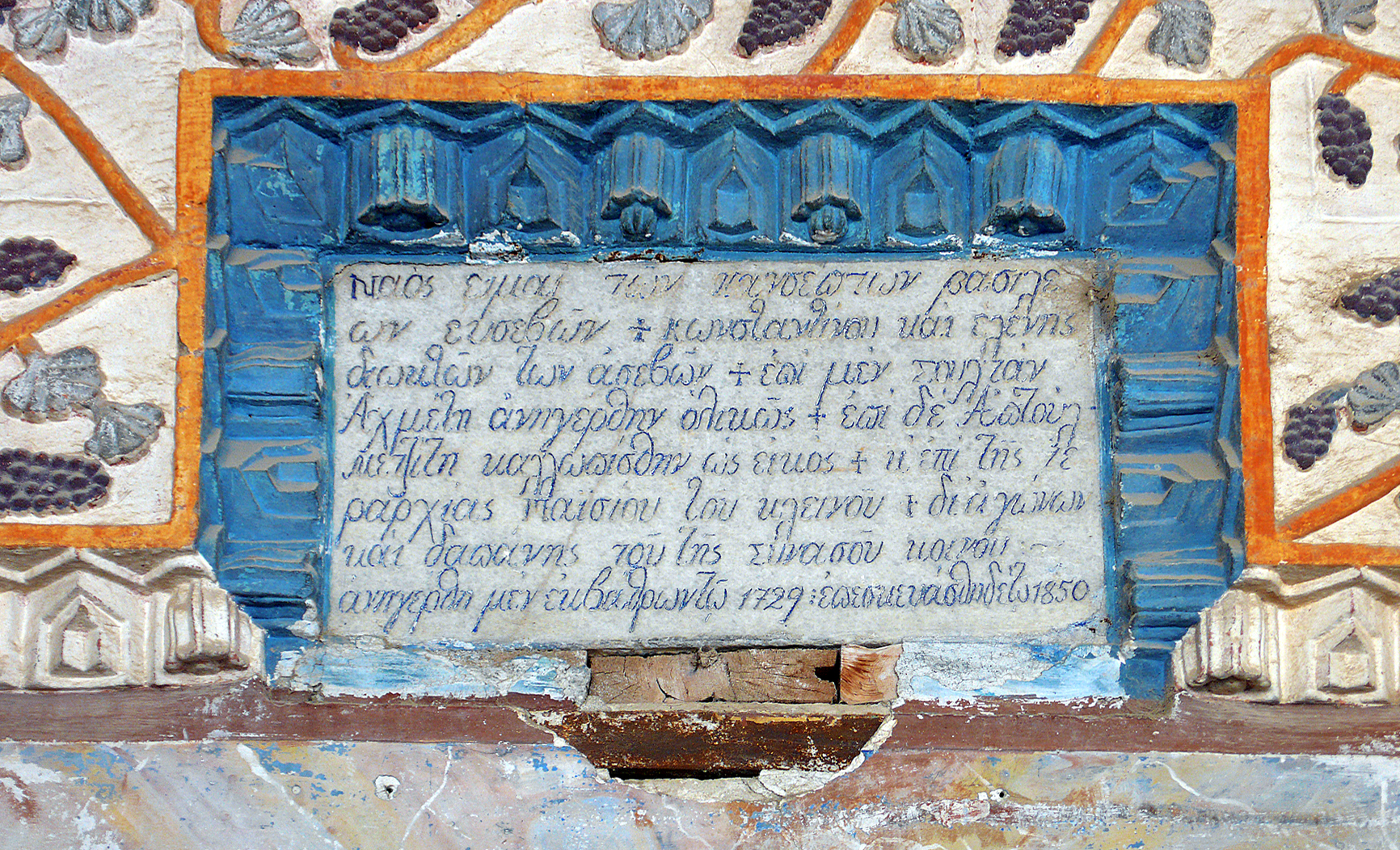
Inscrição numa das igrejas de São Basílio

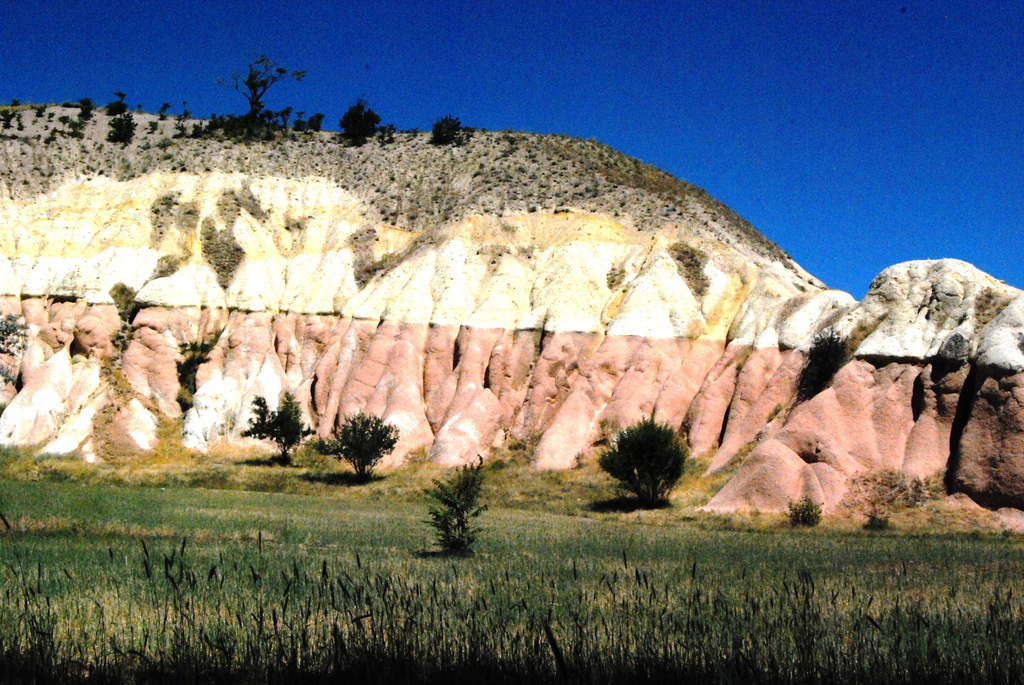
Paisagem da região de Mustafapaşa

Ao longo da estrada em rumo ao sul, na direção do vale de Soğanlı, há vários locais dignos de visita. 5 km a sudeste de Mustafapaşa, encontra-se a barragem de Damsa, onde há uma praia fluvial. Ainda mais a sul, encontra-se a pitoresca aldeia de Cemılköy (ou Cemıl), com as suas casas de pedra "empilhadas" junto a uma ravina. A pouco mais de 1  a sul de Cemılköy encontra-se o mosteiro de Keşlik Kilesi, com três igrejas, uma adega e um refeitório. Pensa-se que este mosteiro tenha sido uma das comunidades monásticas mais antigas da região. A igreja do arcanjo Gabriel, que deve o seu nome a um dos seus frescos, tem, além deste, frescos representando a Última Ceia, a Anunciação e a Fuga para o Egipto, todos muito danificados, não só pelo tempo, mas pelo fumo das tochas usadas para serem vistos. A igreja de São Miguel tem a particularidade de ter uma adega na cave. A igreja de Santo Estêvão, construída no século VII ou VIII, é a mais bela das três, pelas suas decorações pouco usuais por não serem figurativas, usando folhagem estilizada e padrões entrelaçados que fazem lembrar os kilims (tapetes) turcos. Os ornamentos figurativos apresentam frutos e animais, nomeadamente três pavões comendo uvas.
Continuando para sul, a cerca de 10 km de Mustafapaşa, situa-se a aldeia de Taşkınpaşa e a mesquita (camii) e madraçal (medrese) com o mesmo nome, construções seljúcidas do século XIV. A mesquita é flanqueada por dois türbe (mausoléu seljúcida); o mirabe e mimbar, pelos quais a mesquita era famosa, estão atualmente em Ancara. O madraçal tem uma entrada com belos relevos em pedra.
Igualmente digna de nota é a pitoresca aldeia de Ayvalı, situada num vale estreito a cerca de 6  a sudoeste de Mustafapaşa, com as suas casas e uma igreja bizantina escavadas na rocha e uma ponte com arcos do mesmo período.